# 17 brumaire
17 vendémiaire 17 frimaire
Le septidi 17 brumaire, officiellement dénommé jour du cresson, est le 47e jour de l'année du calendrier républicain.
C'était généralement le 7e jour du mois de novembre dans le calendrier grégorien.